# Oscar Wåglund Söderström
Oscar Erik Magnus Wåglund Söderström, född 1 december 1974 i Knivsta, är en svensk politiker (liberal) och ämbetsman. Han var statssekreterare i Statsrådsberedningen hos EU-minister Birgitta Ohlsson 2010-2014. Mellan 2015 och 2019 var han kommerseråd och enhetschef vid handelsmyndigheten Kommerskollegium. Wåglund Söderström var 2020-2022 internationell chef vid Tjänstemännens Centralorganisation TCO. Sedan december 2022 är han chef för Liberalernas riksdagskansli och partiets internationella chef. Han är även ledamot i insynsrådet för Svenska institutet för europapolitiska studier.
Wåglund Söderström har även arbetat som politiskt sakkunnig hos EU-minister Cecilia Malmström, varit chef för Folkpartiets kansli i Europaparlamentet och stabschef hos Folkpartiledaren Lars Leijonborg. Han är sedan 2017 ordförande i Liberalernas internationella utskott och företräder Liberalerna i Stockholms stads valnämnd. Wåglund Söderström kandiderade för Liberalerna i valet till Europaparlamentet 2019.
Han är son till Magnus Söderström och Monica Wåglund samt gift med Åsa Nilsson Söderström och tillsammans har paret två söner.